# Scala (linguagem de programação)
Scala (Scalable language) é uma linguagem de programação de propósito geral, diga-se multiparadigma, projetada para expressar padrões de programação comuns de uma forma concisa, elegante e type-safe (é a medida em que uma linguagem de programação desestimula ou impede erros de tipo). Ela incorpora recursos de linguagens orientadas a objetos e funcionais. Também é plenamente interoperável com Java. Scala é a sucessora de Funnel, uma linguagem baseada em join calculus. Scala é software de código aberto. Requer JDK versão 1.4 ou superior.
Scala é uma linguagem de programação relativamente nova. Mesmo assim, nos últimos anos,
conquistou empresas gigantes como o Twitter e o Foursquare. Uma das primeiras diferenças entre Scala
e uma linguagem como Java, é que Scala também suporta o paradigma funcional.

## História
Scala foi desenvolvida em 2001 por Martin Odersky e pelo grupo dele na École Polytechnique Fédérale de Lausanne (EPFL), Lausana na Suíça.
Anteriormente, (1986-1989) Martin trabalhou como um estudante Ph.D. com Niklaus Wirth em ETH Zuerich como um estudante Ph.D.  em Modula-2 e Oberon. Depois disso, ele trabalhou nos fundamentos da linguagem de programação e programação funcional.
Em 1995 ele se juntou com Philip Wadler para escrever uma linguagem de programação funcional que compila Java bytecode. Este trabalho no Pizza levou, eventualmente , para  GJ, o novo compilador javac, e Java generics.
Em 1999, depois de se unir a EPFL, este trabalho mudou um pouco. A meta ainda era combinar programação orientada a objetos e programação funcional, mas sem as restrições impostas pela linguagem Java. O primeiro passo para este caminho era o Funnel, uma linguagem minimalista de busca baseada em redes funcionais, uma variante orientada a objetos de join calculus. Funnel  era pura do ponto de vista de design de linguagem, com poucas características de linguagem primitiva. Quase tudo, incluindo classes e padrões correspondentes, seria feito por bibliotecas e codificações.
No entanto, foi descoberto que linguagem não era agradável para o uso na prática. Minimalismo era ótimo para desenvolvedores, mas não para usuários. Usuários não experientes não sabiam como fazer a codificação necessária, e usuários experientes ficavam entediados por ter as codificações repetitivamente.  Também,  se tornou claro que qualquer nova linguagem tem melhor chance de ser aceita com um amplo conjunto de bibliotecas padrões.
O segundo, e atual, é o Scala, que trouxe algumas das ideias do Funnel e colocou dentro de uma linguagem mais pragmática com foco especial no funcionamento com plataformas padrões. Scala não é uma extensão de Java, mas é completamente interoperável  com ele. Scala traduz para Java bytecodes, e a eficiência de ele compilara programas normalmente iguais aos do Java.  Uma segunda implementação de Scala compila .NET.  O design do Scala começou em 2001. Um primeiro lançamento ao público foi em 2003. Em 2006, uma segunda, versão remodelada foi lançada como Scala v 2.0. Desde então a linguagem tem ganhado popularidade.
Em Janeiro de 2011, uma bolsa de pesquisa de cinco anos foi concedida ao grupo Scala, pelo Conselho Europeu de Investigação (CEI) com o valor total de €2,3 milhões. Já em Maio do mesmo ano, Odersky e seus colaboradores lançaram uma empresa, a Typesafe Inc. (posteriormente viria a ser chamada de Lightbend Inc.), a qual tinha como intuito fornecer à Scala suporte comercial, treinamento e serviços diversos. Isso só foi possível em decorrência do investimento que a Typesafe recebeu da Greylock Partners, no valor de $3 milhões.

## Plataforma
Scala é similar a linguagem de programação Java, e roda na Java Virtual Machine, é compatível com programas java existentes. Uma implementação alternativa existe para a plataforma .NET, mas a plataforma base é mesmo para Java
Scala é primariamente desenvolvida para a JVM e incorpora algumas de suas características. De qualquer forma, o suporte a .NET foi criado para deixá-la tão portátil entre duas plataformas o quanto possível. Scala ainda pode ser executada no Java Platform, Micro Edition Connected Limited Device Configuration.
A implementação em Scala é muito similar a usada em Java ou C. São utilizados os mesmos operadores e controles de estruturas bem similares.
Principais diferenças sintáticas:
- Definições começam com uma palavra reservada.
- Quando é preciso definir uma função começa-se com 'def', para definir uma variável é utilizado 'var' e para definir valores (variáveis apenas de leitura) começa-se com ‘val’.
- O tipo do símbolo é declarado depois do símbolo e dois pontos. O tipo declarado pode ser omitido em alguns casos, porque o compilador pode identificá-lo pelo contexto.
- O tipo Array é escrito como Array[T] em vez de T[], e o acesso aos elementos do array é feito, por exemplo,  a(i) em vez de a[i].
- Funções podem ser aninhadas dentro de outras funções. Funções aninhadas podem acessar parâmetros e variáveis locais anexando funções.

A linguagem Scala importa por padrão todas as classes do pacote java.lang, enquanto que todas as outras podem ser importadas explicitamente.
A biblioteca de classes Java deﬁne um amplo conjunto de classes utilitárias, como
Date e DateFormat. Como Scala interage diretamente com Java, não existem classes
equivalentes na biblioteca de classes Scala, então os pacotes são importados do Java.
Exemplo:
```
import
 
java
.
util
.{
Date
,
 
Locale
}

import
 
java
.
text
.
DateFormat

import
 
java
.
text
.
DateFormat
.
_

object
 
FrenchDate
 
{

   
def
 
main
(
args
:
 
Array
[
String
])
 
{

      
val
 
now
 
=
 
new
 
Date

      
val
 
df
 
=
 
getDateInstance
(
LONG
,
 
Locale
.
FRANCE
)

      
println
(
df
 
format
 
now
)

  
}

}

```

## Orientação a objetos
Scala é puramente orientada-a-objetos no sentido de todo o valor ser um Objeto. Tipos e comportamento dos objetos são descritos pelas classes e traços. Abstrações de classes são estendidas por "subclassing" e um flexível mecanismo de "mixin-based composition" como uma forma "limpa" de substituição a heranças múltiplas.
Classes em Scala são templates estáticos que podem ser instanciados como vários objetos em tempo de execução.

Um exemplo de definição de uma classe Ponto:
```
class
 
Ponto
(
var
 
x
:
 
Int
,
 
var
 
y
:
 
Int
)
 
{

  
def
 
move
(
dx
:
 
Int
,
 
dy
:
 
Int
):
 
Unit
 
=
 
{

    
x
 
=
 
x
 
+
 
dx

    
y
 
=
 
y
 
+
 
dy

  
}

}

```

Podemos criar um objeto do tipo Ponto utilizando a palavra reservada new:
```
object
 
Main
 
{

  
def
 
main
(
args
:
 
Array
[
String
])
 
{

    
val
 
ponto
 
=
 
new
 
Ponto
(
3
,
 
5
)

    
println
(
"("
 
+
 
ponto
.
x
 
+
 
", "
 
+
 
ponto
.
y
 
+
 
")"
)

    
ponto
.
move
(
10
,
 
10
)

    
println
(
"("
 
+
 
ponto
.
x
 
+
 
", "
 
+
 
ponto
.
y
 
+
 
")"
)

  
}

}

```

A saída gerada pelo programa é esta:
```
(
3
,
 
5
)

(
13
,
 
15
)

```

## Programação funcional
Scala é também uma linguagem funcional, no sentido de cada função ser um valor. Scala fornece uma sintaxe "leve" para definição de funções anônimas, ela suporta higher-order functions, ela permite que funções sejam aninhadas (funções são passadas como parâmetros dentro de outras funções, são tratadas como objetos), e suporta currying. Classes Scala e seu suporte interno para pattern matching modela tipos algébricos usados em muitas linguagens de programação funcionais. Além disso, sua noção de "pattern matching" natural é estendida para o processamento de arquivos XML com a ajuda de expressões regulares. Neste contexto, a linguagem se torna de grande valia para o processamento de sintaxes futuras. Estas características, fazem com que o Scala seja ideal para o desenvolvimento de aplicações como web services. Segue abaixo uma implementação do while loop que deve ser uma função que utiliza dois parâmetros: uma condição, de  tipo booleano, e um comando , de tipo Unit. Ambas precisam ser passadas por nome, então elas são avaliadas repetidamente no loop de iteração:
```
def
 
whileLoop
(
condition
:
 
=>
 
Boolean
)(
command
:
 
=>
 
Unit
)
 
{

  
if
 
(
condition
)
 
{

    
command
;
 
whileLoop
(
condition
)(
command
)

  
}
 
else
 
()

}

```

## Tipagem estática
O Scala é equipado com um sistema de tipos expressivo, que reforça estaticamente que abstrações sejam usadas de maneira segura e coerente. Em particular, o sistema de tipos suporta:
- programação genérica,
- anotações de variância,,
- superior e inferior tipo acoplado
- classes e enumeração (tipo de dado)
- tipo composto
- auto referencia
- métodos polimórficos.

## Extensibilidade
O design do Scala, reconhece o fato de, na prática, o desenvolvimento de aplicações de domínio-específico requerem extensões a linguagens de domínio-específico. O Scala fornece uma combinação única de mecanismos de linguagem, que possibilitam a adição de construções na forma de bibliotecas, e com boa facilidade:
- qualquer método pode ser usado como um operador prefixo ou sufixo
- Clausuras são construídas automaticamente dependendo do tipo esperado (target typing).

A junção das duas características, facilita a definição de novos "statements" sem estender a sintaxe e sem usar a mágica da metaprogramação.

## Independência de plataforma
Scala foi projetado para interoperar bem com ambientes de programação populares, tais como Java 2 Runtime Environment (JRE) e .NET CLR. Em particular, a interação com linguagens orientadas-a-objeto, Java e C# por exemplo, é a mais robusta quanto possível.
Em outras palavras, Scala pode fazer uso de todas as bibliotecas disponíveis para Java/C#, endereçando o comum inconveniente de usar avançadas linguagens funcionais, em sua maioria centrada academicamente, frequentemente não oferecendo bibliotecas de muita qualidade, para uso prático, acesso a bancos de dados relacionais, processamento XML, expressões regulares, por exemplo. Scala pode realizar estas tarefas de uma maneira muito similar a qual é feita em Java ou C#.
Scala tem o mesmo modelo de compilação (compilação separada, carregamento dinâmico de classe) de Java e C#.

## Exemplos de sintaxe
Programa olá mundo
Aqui está o programa "Olá Mundo" escrito em Scala:
```
object
 
OlaMundo
 
{

  
def
 
main
(
args
:
 
Array
[
String
])
 
{

    
println
(
"Olá, Mundo!"
)

  
}

}

```

ou
```
object
 
OlaMundo
 
extends
 
Application
 
{

  
println
(
"Olá, Mundo!"
)

}

```

Note como ele é bem similar com a sintaxe Java. A diferença mais notável é que não declaramos nada como static ou void; a palavra-chave object nos dá o objeto Singleton, nos livrando da necessidade de invocar qualquer outro construtor.
A linha seguinte invoca o compilador, assumindo que foi salvo como OlaMundo.scala:
```
> scalac OlaMundo.scala

```

E executa desta maneira:
```
> scala -classpath . OlaMundo

```

A compilação e execução deste modelo é idêntica ao Java, fazendo com que as ferramentas de automação (build) sejam compatíveis, como o Ant.
Exemplo de IF
A condição IF sempre em ternários:
```
val
 
x
 
=
 
30

val
 
y
 
=
 
15

val
 
maximo
 
=
 
if
 
(
x
 
>
 
y
)
 
x
 
else
 
y

maximo
:
 
Int
 
=
 
30

```

Exemplo de FOR
O FOR pode retornar valor:
```
val
 
lista
 
=
 
lista
(
1
,
 
2
,
 
3
,
 
4
)

val
 
par
 
=
 
for
 
{

  
i
 
<-
 
lista

  
if
 
(
i
 
%
 
2
 
==
 
0
)

}
 
yield
 
i

par
:
 
lista
[
Int
]
 
=
 
lista
(
2
,
 
4
)

```

## Para realizar testes
Formas para teste de códigos Scala:
- A própria scala-library fornece SUnit, um xUnit como framework usando Assertions.
- No site Rehersal encontra-se o projeto que fornece um framework mais extensivo usando Expectations e linguagem natural para testar nomes. Ele também é integrado com o Apache Ant.
- No eclipse.org  encontra-se o compilador Eclipse onde pode ser feito um download, no menu ferramentas "HELP" do eclipse instale novos softwares digitando o endereço [Scala Update Site - http://www.scala-lang.org/scala-eclipse-plugin], e assim fazer os testes de programas em Scala.
- Outra forma de teste é o site ideone que permite que sejam compilados códigos em Scala e outras linguagens online.

Outro exemplo para estudo, números perfeitos:
```
object
 
Numeros_Perfeitos
 
{

  
def
 
main
(
args
:
 
Array
[
String
])
 
=
 
{

    
println
(
"------NÚMEROS PERFEITOS------"
)

    
println
(
"\nUm número se diz perfeito se eh igual a soma de seus divisores próprios."
 
)

    
println
(
"Divisores próprios de um número positivo N são todos os divisores inteiros"
)

    
println
(
"positivos de N exceto o próprio N. "
)

    
println
(
"Por exemplo, o número 6, seus divisores próprios são 1, 2 e 3, cuja soma = 6. "
)

    
println
(
"--> 1 + 2 + 3 = 6 "
)

    
println
(
"Outro exemplo é o numero 28, cujos divisores próprios são 1, 2, 4, 7 e 14,"
)

    
println
(
"e a soma dos seus divisores próprios é 28. "
)

    
println
(
"--> 1 + 2 + 4 + 7 + 14 = 28  "
)

    
var
 
cont
,
 
x
,
 
soma
,
 
t
:
 
Int
=
0

    
var
 
n
 
=
 
4
 
// n = ao número de números perfeitos que irão ser achados

    
println
(
"\n\nPrograma mostra os 4 primeiros números perfeitos\n"
)

    
while
 
(
cont
 
!=
 
n
)
 
{

      
x
 
+=
 
1

      
soma
 
=
 
0

      
for
 
(
i
 
<-
 
1
 
to
 
x
 
-
 
1
)
 
{

        
t
 
=
 
x
 
%
 
i

        
if
(
t
 
==
 
0
)
 
{

          
soma
 
+=
 
i

        
}

      
}

      
if
 
(
soma
 
==
 
x
)
 
{

        
println
(
x
)

        
cont
 
+=
 
1

      
}

    
}

  
}

}

```

## Frameworks
Akka
Akka é uma estrutura moderna middleware orientado a eventos, para a construção de alto desempenho e confiabilidade de aplicações distribuídas em Java e Scala. A lógica de negócios do Akka desacopla de baixo nível de mecanismos como threads e locks. A lógica de seu programa Scala ou Java vive em objetos ator leves que enviam e recebem mensagens. Com Akka, você pode facilmente configurar como os atores são criados, destruídos, programados e reiniciados após a falha.
Play framework!
Surgiu como um framework Java, que fornecia suporte a linguagem Scala. Mas reconhecendo o poder e produtividade da
linguagem Scala, a versão 2.0 do framework foi totalmente re-escrita em Scala. Atualmente, o Play Framework! 2.0 é um framework Scala, com suporte a Java.
Uma das principais características desse framework é que ele foca no desenvolvimento de um "server-side
stateless". Isso facilita a escalabilidade das aplicações desenvolvidas neste framework.

## Mixins
Assim como Interface em  Java, existe em Scala um equivalente conhecido como mixin. Mixin é um mecanismo que
incentiva o reuso de código e evita problemas causados pela herança múltipla.
Quando uma classe inclui um mixin, a classe implementa a interface e inclui, em vez de heranças, todos os atributos e métodos. Eles se tornam parte de uma classe durante a compilação . Mixins não precisam de uma interface implementada.
A vantagem de implementar uma interface é que em linguagens estaticamente tipadas, instancias da classe podem ser passadas
como parâmetros para métodos  que necessitam daquela interface.
Outras linguagens que utilizam mixin:
- ActionScript com bibliotecas Adobe Flex
- Ada
- C#
- Ceylon
- Cobra
- ColdFusion
- Curl
- D
- Dart
- Factor
- Fantom
- Groovy
- Ioke
- JavaFX Script
- JavaScript
- Magik
- Newspeak
- Object REXX
- OpenLaszlo
- Perl
- Perl 6
- PHP's "traits"
- Python
- Racket
- Ruby
- Smalltalk
- Symbian C++
- Strongtalk
- Vala
- Visual Dataflex
- XOTcl/TclOO
- Self